# Medina collaris
Medina collaris là một loài ruồi trong họ Tachinidae.